# Euxoa aneucta
Euxoa aneucta är en fjärilsart som beskrevs av Brandt 1938. Euxoa aneucta ingår i släktet Euxoa och familjen nattflyn. Inga underarter finns listade i Catalogue of Life.